# Juan de Lángara
Juan Cayetano de Lángara y Huarte (La Coruña, 1736-Madrid, 18 de enero de 1806) fue un marino, militar, matemático y cartógrafo español que ejerció el cargo de ministro de Marina y director general de la Armada con el rey Carlos IV. 

## Biografía

### Juventud
Era hijo del también marino Juan de Lángara y Aritzmendi y de Ana Huarte y Trejo, siendo su padre uno de los primeros alistados en la Compañía de Guardia Marinas de Cádiz y el primer teniente general de la Armada procedente de las promociones de dicha Compañía.
Sentó plaza de guardiamarina en Cádiz el 1 de mayo de 1750 a los 14 años de edad. Sorprendió a sus superiores por su aprovechamiento y dedicación, y fue propuesto por Jorge Juan, entonces capitán de la Compañía y director de estudios, para que ampliara sus estudios de matemáticas en París. 

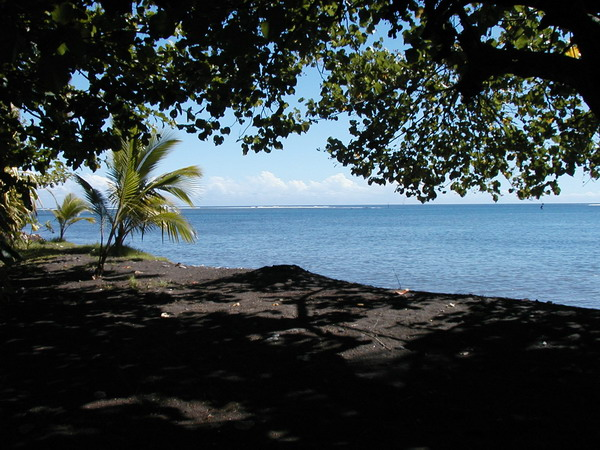
Tahití.

Al regreso, comenzó su carrera navegando por España y África. Más tarde, y mandando ya un buque, hizo tres viajes a las Filipinas entre 1766 y 1771. Mandó en estas travesías el navío mercante El Buen Consejo y las fragatas de guerra Venus y Santa Rosalía, poniendo en uso en estas navegaciones los adelantos del arte del pilotaje. En 1773, al mando de la Venus y en viaje a Manila junto con José de Mazarredo, en una noche de luna se le ocurrió a éste la posibilidad de determinar la longitud por la distancia de ese astro a una estrella. 
En 1775, el virrey del Perú, Manuel de Amat y Junient, lo envió a Tahití desde El Callao al mando de El Águila, evacuando la misión española en la isla y retornando al Perú.

### Servicios científicos
Por aquel entonces había una gran pugna científica entre las naciones europeas. Lángara recibió en 1774 la orden de efectuar prácticas y experimentos con la fragata Santa Rosalía. Esta expedición científica tenía por objeto poner en práctica en la mar todas las observaciones, métodos y adelantos de la física, la astronomía y el arte de navegar. Acababan de alcanzar esas ciencias un grado de perfeccionamiento del que desconfiaban los marinos exclusivamente prácticos. Lángara navegó durante seis meses por el Atlántico corrigiendo errores de las cartas náuticas. Llevaba ilustres auxiliares: Mazarredo, Apodaca, Varela y Alvear.

### Misión en el Atlántico
En 1776, mandando el navío Poderoso, buque insignia del marqués de Casa-Tilly, participó en la expedición contra las colonias portuguesas del Brasil y para conquistar la colonia del Sacramento. Con el ejército del general Ceballos, tomó parte en la conquista de la isla de Santa Catalina, al sur del Brasil. Intervino en el control y la vigilancia de las fronteras, deteniendo las incursiones lusitanas y estableciendo el bloqueo hasta lograr la capitulación de la plaza. Se encontró presente en la defensa de la isla Martín García. 
En 1779, declarada la guerra a Gran Bretaña, se mantuvo cruzando por las inmediaciones de las islas Terceras, al mando de una división compuesta por los navíos Poderoso y Leandro y dos fragatas. Sufrió duros temporales, uno de ellos le puso en trance de perecer, ya que naufragó el Poderoso, salvándose por fortuna toda su dotación en las fragatas, gracias al acierto de las órdenes dadas por Lángara. Pasó su insignia al Leandro, y con su división apresó a la fragata corsaria británica Wincheon sobre la isla de Santa María. Fue ascendido a jefe de escuadra el 11 de diciembre de 1779.

### Batalla del Cabo de San Vicente

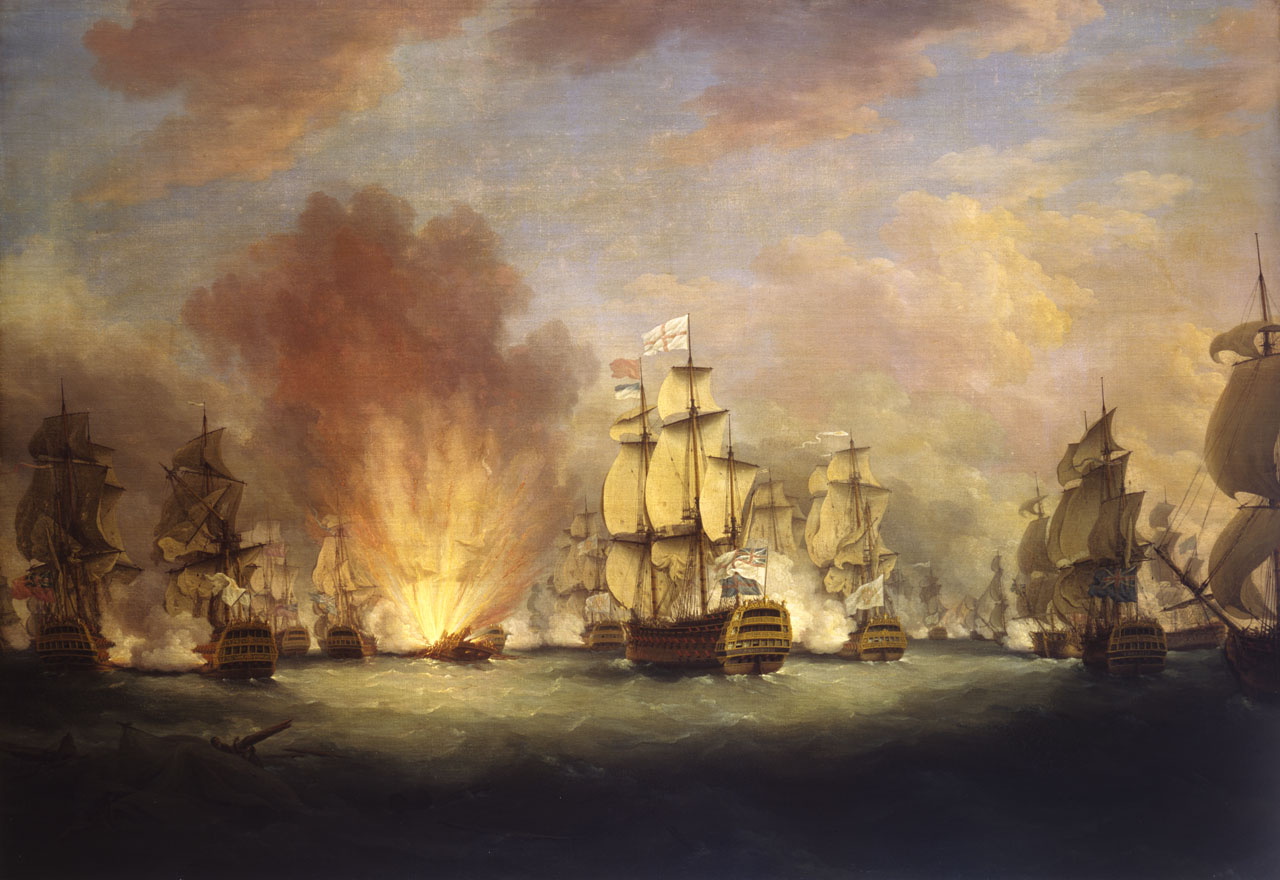
The Moonlight Battle por Richard Paton (1717-1791).

El 14 de enero de 1780, mandando una escuadra compuesta por once navíos y dos fragatas, sostuvo un combate cerca del cabo de San Vicente contra fuerzas británicas al mando del almirante sir George Rodney, que llevaba veintiún navíos y diez fragatas. Al ver la desigualdad del número, los españoles trataron de eludirlo, pero Rodney les forzó a él maniobrando hábilmente y apoyado en la superior tecnología de sus buques. Lángara, desde el Real Fénix, sostuvo un choque contra varios navíos enemigos a la vez, cayendo entre muertos y heridos más de la tercera parte de la dotación de la capitana. El mismo Lángara recibió tres heridas graves. Los británicos designan esta batalla como la batalla de la luz de la luna (Moonlight Battle) por haber combatido desde las 16:00 hasta las 2:00 del día siguiente, lo que era infrecuente en esa época.
Es curioso lo acaecido en el San Julián, que, una vez tomado y marinado por los británicos, se vio empeñado contra la costa, pues el día era muy tormentoso y aquellos tuvieron que recurrir a pedir el auxilio de sus prisioneros españoles, que no se lo dieron sino a condición de que los británicos se constituyeran en prisioneros a su vez, dándose el caso peregrino de que el buque entrase en Cádiz llevando cautivos a sus mismos vencedores.
No obstante lo adverso del combate, fue tal el comportamiento de Lángara que, a pesar de hacer poco tiempo de su ascenso anterior, se le promovió al grado de teniente general con fecha 3 de febrero de 1781.

### Mando de la escuadra

Carta esférica de las costas de la América meridional, 1798.

En 1783 se le dio el mando de la escuadra que había de unirse con otra francesa para la conquista de la Jamaica británica, pero, habiéndose entretanto firmado la paz, quedó sin efecto el plan de la expedición. 
En marzo de 1793 se declaró la guerra a la República Francesa y se dio a Lángara el mando de la escuadra del Océano, con 18 navíos; arbolaba su insignia en el Reina Luisa.
Con ella operó en el Mediterráneo y, en combinación con la británica de sir Samuel Hood, tomó posesión del puerto de Tolón con su arsenal. Una vez efectuada la evacuación de Tolón, al haber conquistado el ejército francés las posiciones dominantes que hacían imposible la permanencia de la escuadra aliada, cooperó con su escuadra en la defensa de Rosas y apresó a la fragata Ifigenia.

### Director de la Armada
En 1795, sin cesar como comandante principal de los batallones de marina, fue nombrado capitán general del departamento de Cádiz. 
En 1796 fue designado ministro de Marina y dos años más tarde, sin cesar en el cargo, ascendió a capitán general de la Real Armada y se le nombró director general. Se retiró en 1799. Un año antes, en 1798, dio a conocer uno de los pocos mapas españoles sobre las Terra Australis, donde señalaba claramente el límite entre el Reino de Chile y la Patagonia Oriental.

## Condecoraciones y distinción
Lángara fue caballero de la Orden de Calatrava y de la Orden de Carlos III. Con el grado de capitán general, ocupó una plaza efectiva en el Consejo de Estado.

## Matrimonio
Se casó en 1758 con María Lutgarda de Ulloa, marquesa del Real Transporte y de la Victoria, hija del también marino Antonio de Ulloa.